# Шестигранний шліц

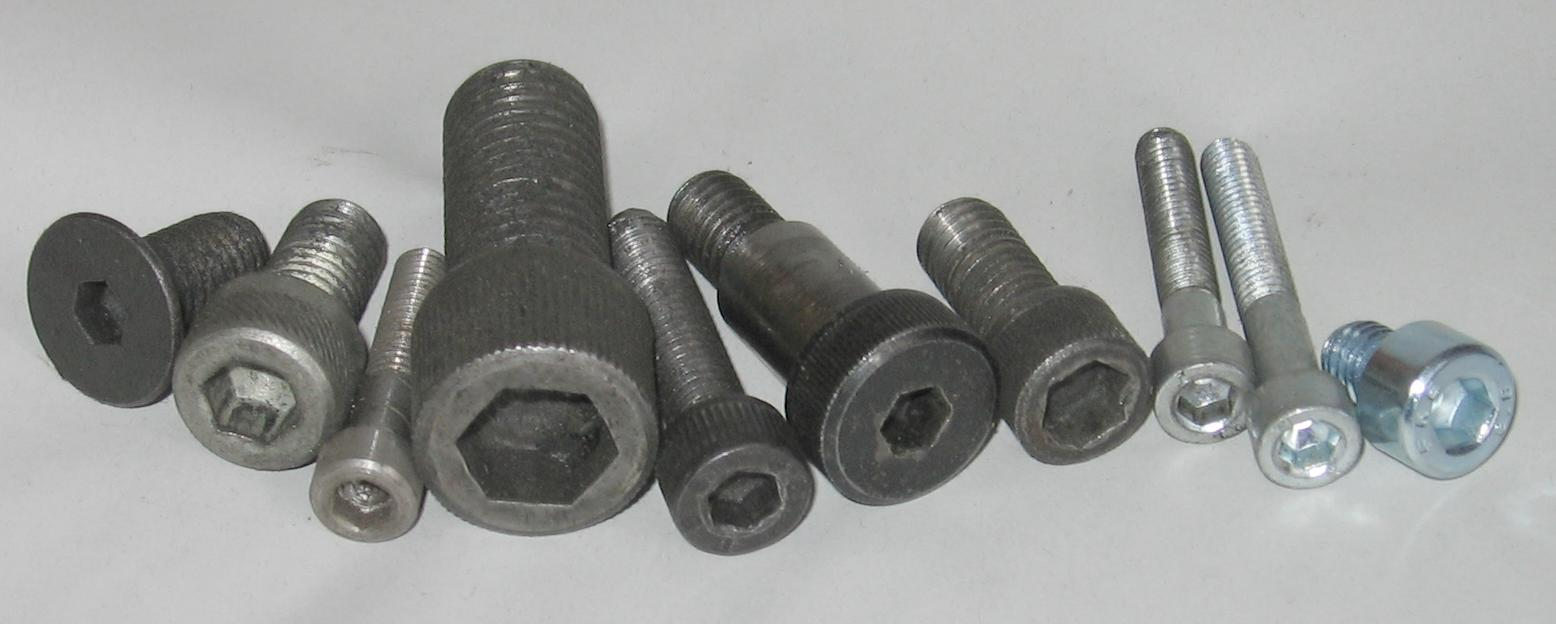
Гвинти з циліндричною головкою та внутрішнім шестигранником

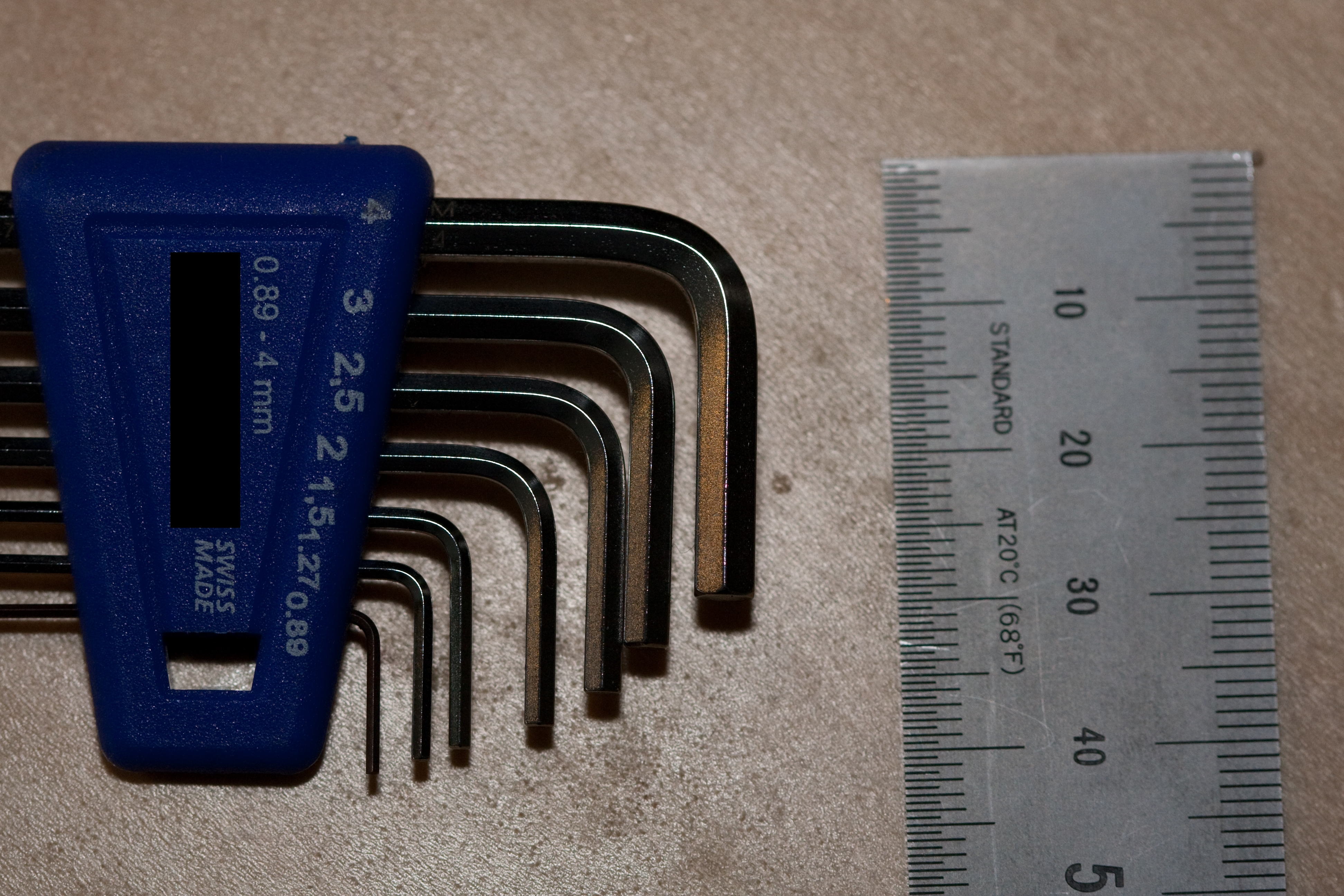
Інбусові ключі різних розмірів

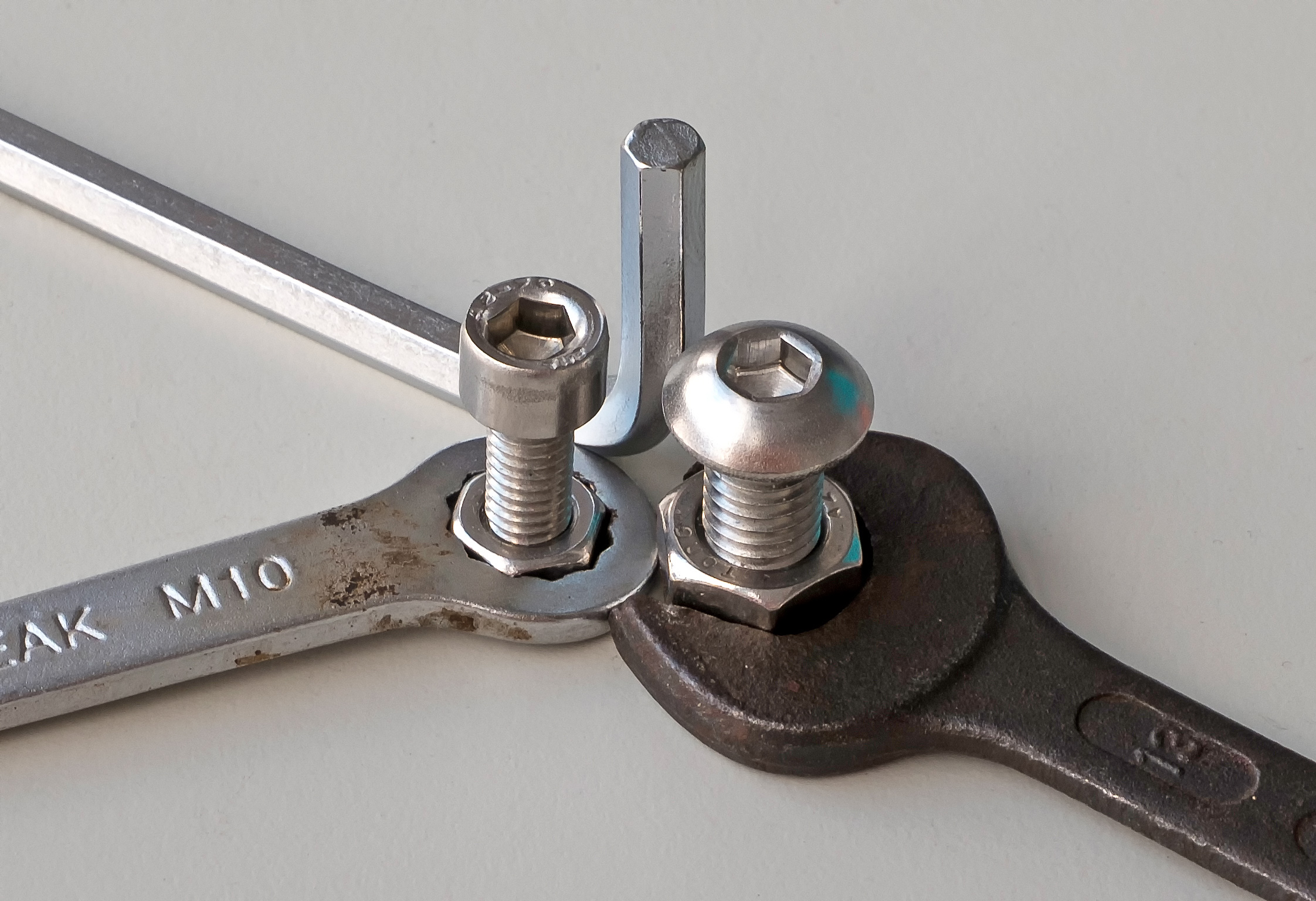

Шестигранний шліц — вид шліца різьбових кріпильних виробів у формі правильного шестикутника.

## Опис
Головка кріпильного виробу зазвичай має циліндричну форму з шестигранним заглибленням. Для роботи з шліцами цього виду використовується шестигранний ключ (інбусовий ключ).
Номінальним розміром шліца та ключа є відстань між протилежними паралельними гранями шестикутника, яке виражається в міліметрах або частках дюйма.
Шестигранний шліц (англ. hex key) слід відрізняти від інших схожих типів, наприклад, у вигляді шестипроменевої зірки (англ. TORX). Також розрізняються шестигранні ключі і торцеві ключі з внутрішнім шестигранником (у вигляді шестигранної трубки). Останні призначені для роботи з гайками і звичайними гвинтами та болтами з шестигранною головкою.

## Ключі та викрутки

### Інбусовий ключ

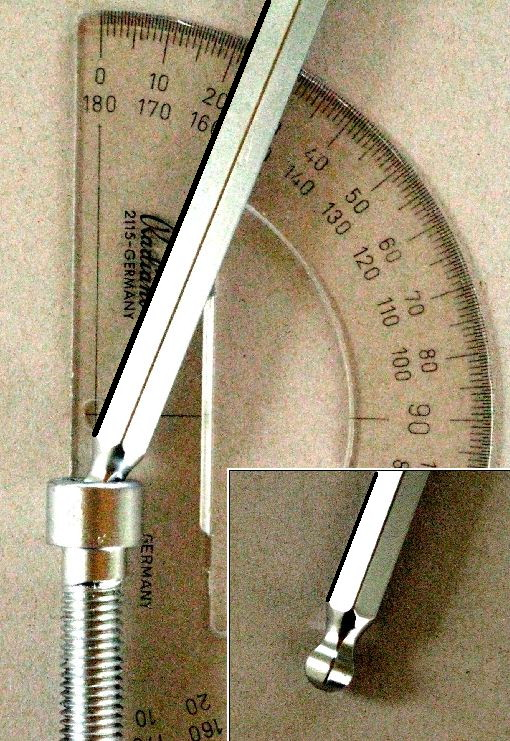
Інбусовий ключ з кулястим наконечником дозволяє відхиляти його на певний кут при використанні

INBUS (читається — інбус) — позначає форму шестигранного ключа та відповідного заглиблення в кріпильній деталі. Зазвичай виготовляється у вигляді Г-подібного загнутого шестигранного стержню і часто називається шестигранним ключем.

#### Історія назви
Назва інбус є абревіатурою від нім. Innensechskantschraube Bauer und Schaurte — «гвинт із внутрішнім шестигранником Bauer & Schaurte». У 1936 фірмою «Bauer & Schaurte» з Нойса, Німеччина (сьогодні належить концерну Textron) був застосований новий тип гвинтів з шестигранним заглибленням, що дозволило порівняно з хрестоподібним заглибленням збільшити крутний момент приблизно в 10 разів.

## Маркування та розміри
Ключі та викрутки мають маркування SW з розміром шліца в міліметрах або частках дюйма (відстань між паралельними гранями): Стандартні метричні розміри визначені в ISO 2936:2001 «Assembly tools for screws and nuts — Hexagon socket screw keys» (також відомому як DIN 911), і, будучи виміряними в міліметрах є наступними значеннями:
- 0,7; 0,9; 1,0; 1,25; 1,3 і 1,5
- від 2 до 6 з приростом в 0,5 мм
- від 7 до 22 з приростом в 1 мм
- 24, 25, 27, 30, 32, 36, 42 і 46 мм.

## Використання
Гвинти з шестигранним шліцом використовуються в машинобудуванні, меблевій, авіаційній та автомобільній промисловості.

## У культурі
В американському серіалі «Втеча» головний герой Майкл Скофілд виготовив з болта шестигранну викрутку (подобу ключа Аллена) і з її допомогою вигвинтив шурупи, якими кріпився туалет у камері.